# Château Naryn (Meybod)
 (février 2025).
Pour les articles homonymes, voir Château Naryn (homonymie).
Le château Naryn ou château Narin, également appelé Narin Qal'eh ou Narenj Qal'eh ou Qal'eh, est la forteresse de la ville de Meybod dans la province de Yazd en Iran.

## Historique
Ce château, construit intégralement en briques, remonte à la période mède. Il a subi des modifications aux époques sassanide puis arabe. Il a été partiellement détruit lors de la conquête de la Perse par Tamerlan.
Ce château-fort aurait servi de poste de contrôle des routes commerciales notamment celles liées à la Route de la Soie.
La cité fortifiée de Narin serait un des plus grands bâtiments en pisé et en terre cuite datant des temps anciens.

## Tourisme et entretien
La ville de Meybod figure sur la liste indicative de l'UNESCO depuis 2007. La soumission d'inscription met en avant l'urbanisme de la ville. Pour préserver les ruines contre l'érosion, des travaux de restauration sont menés par l'Organisation Iranienne du Patrimoine Culturel (ICHTO).

## Galerie

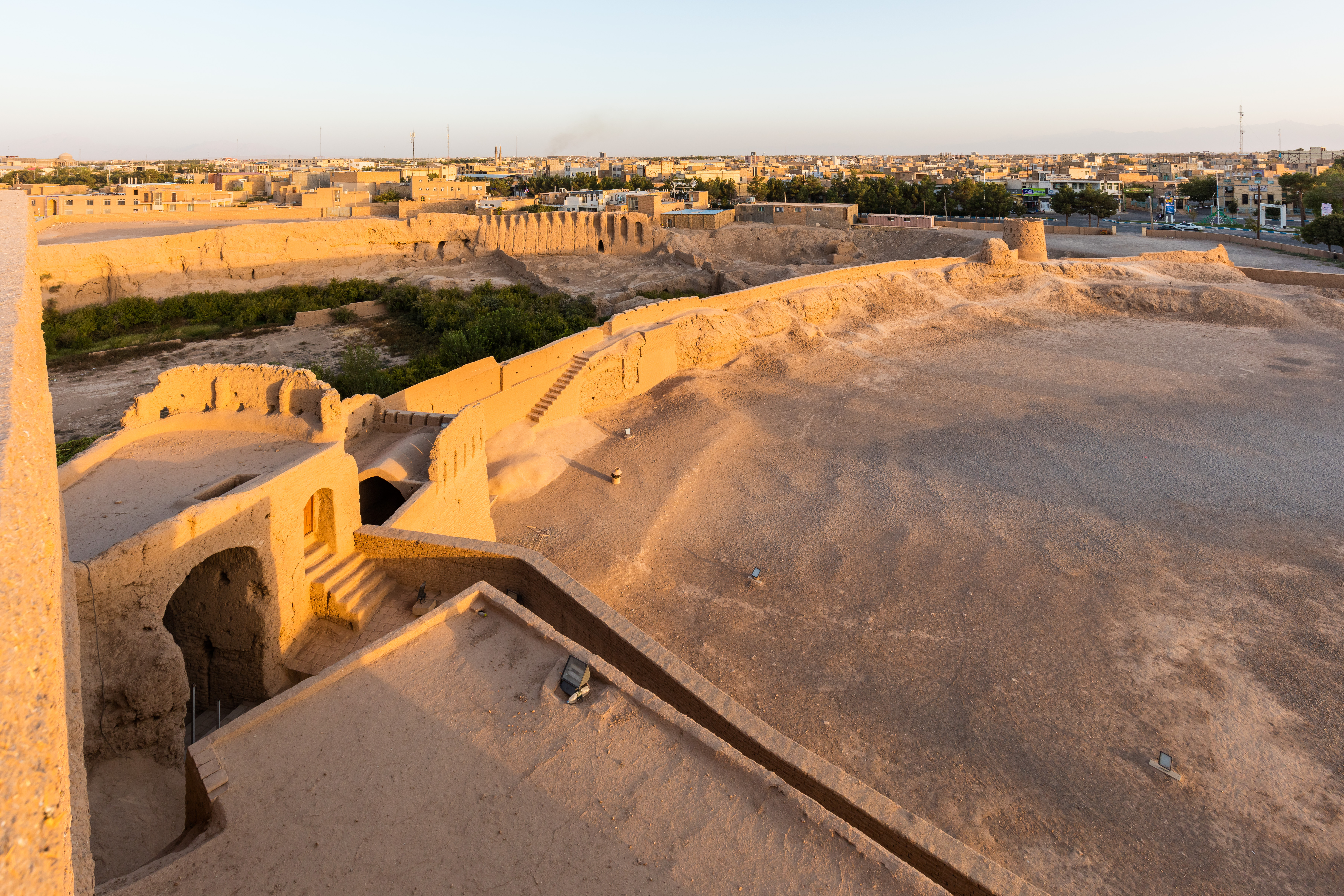
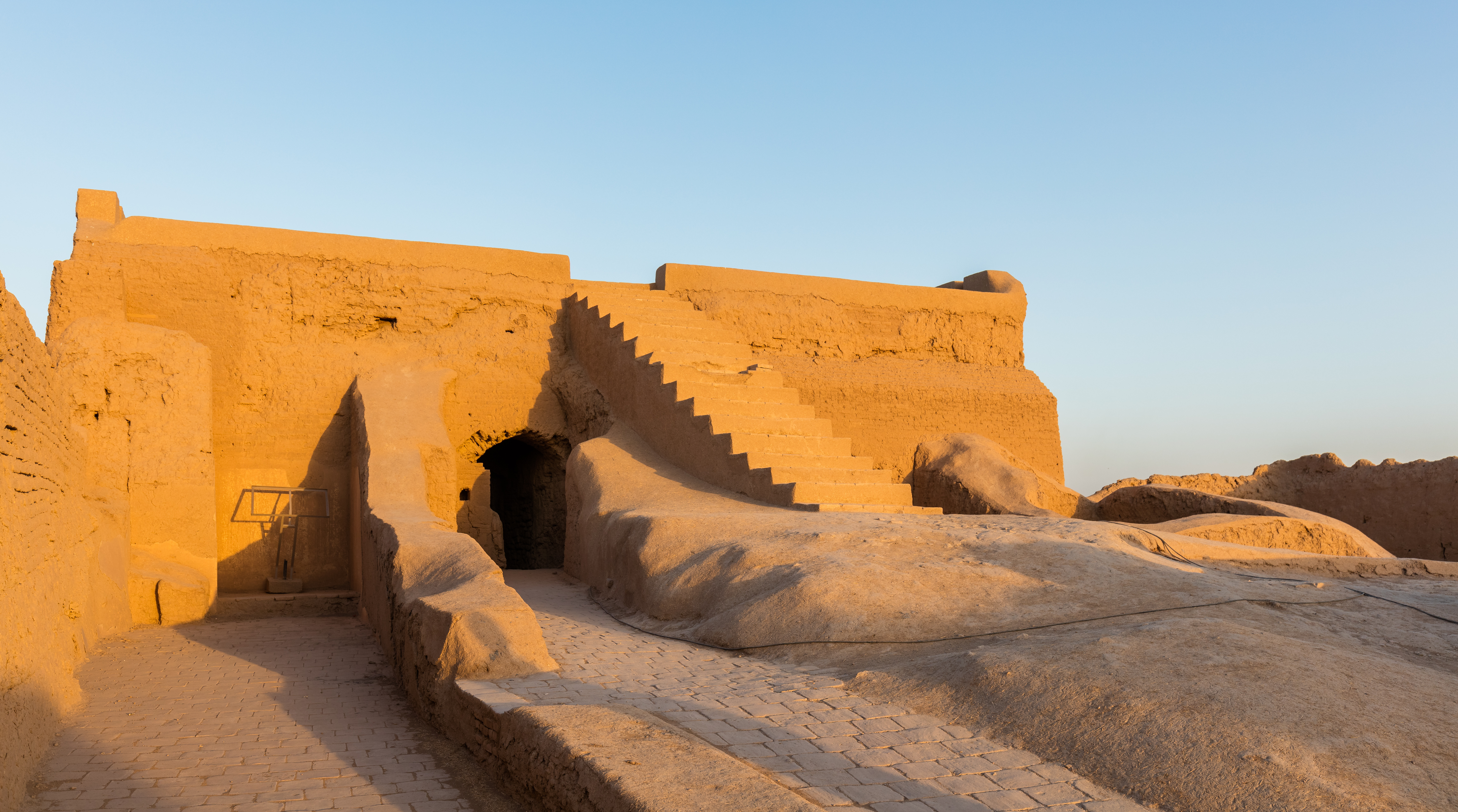
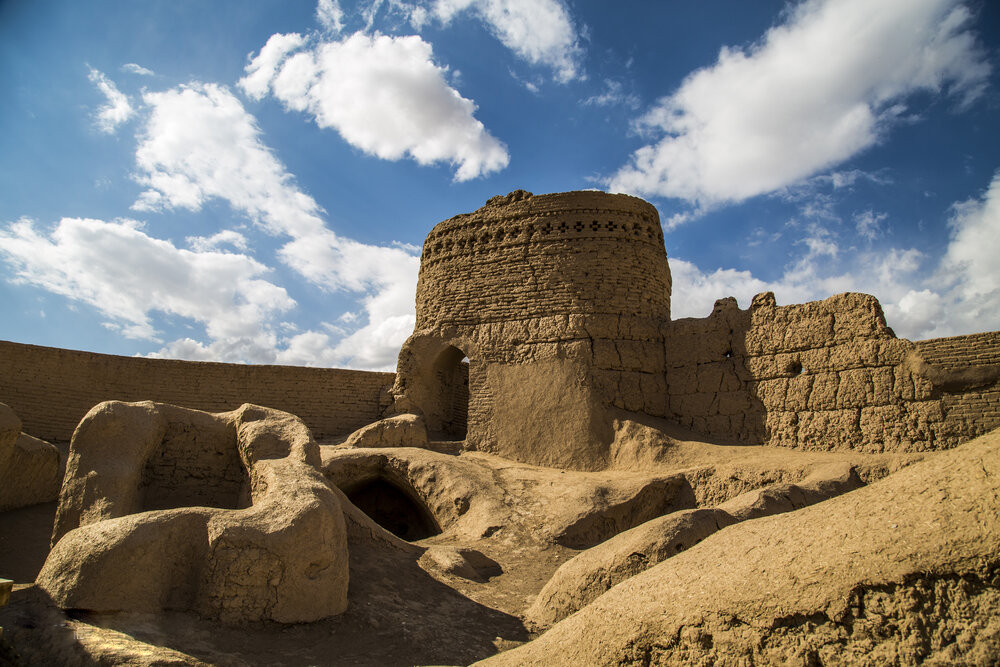
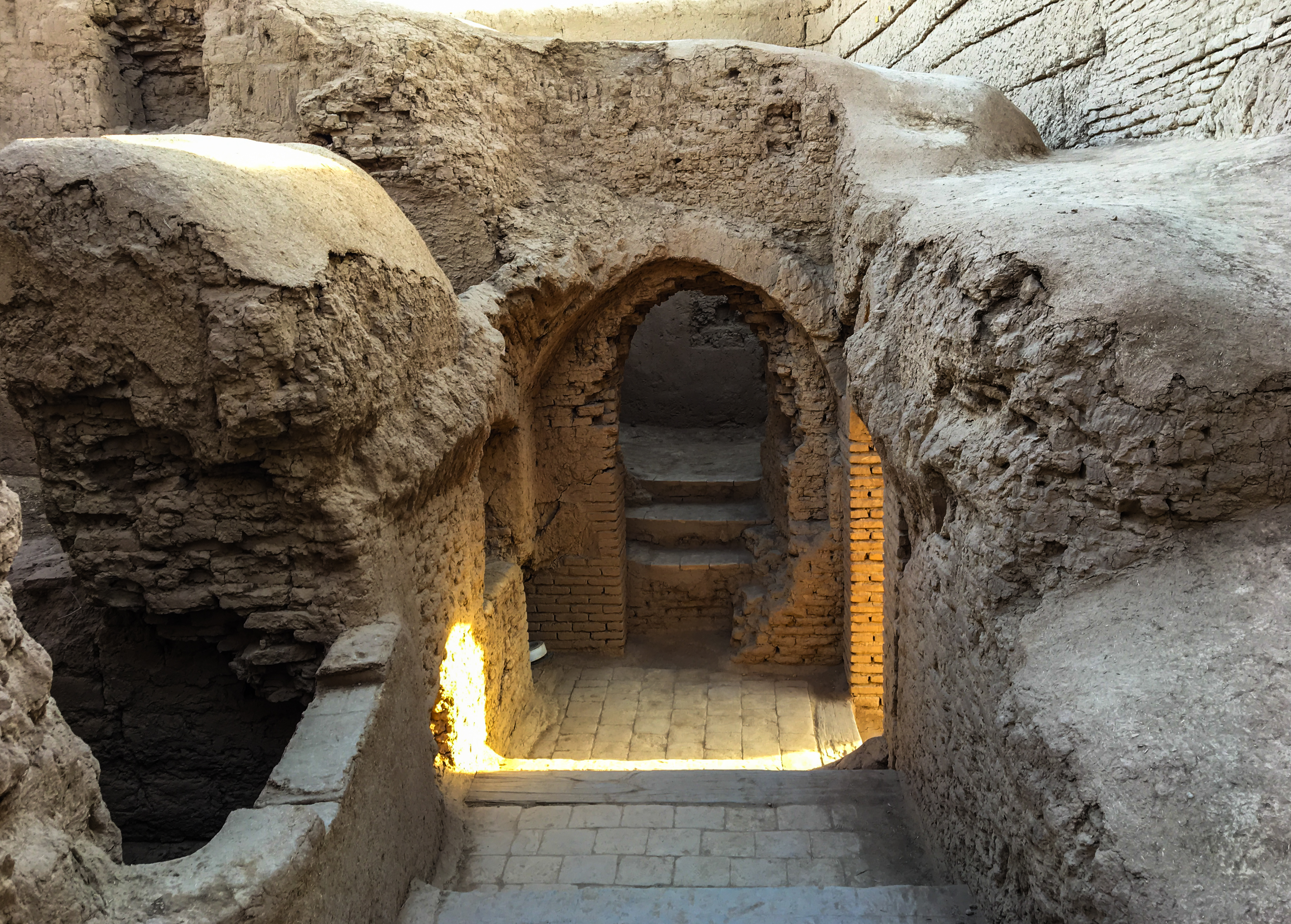
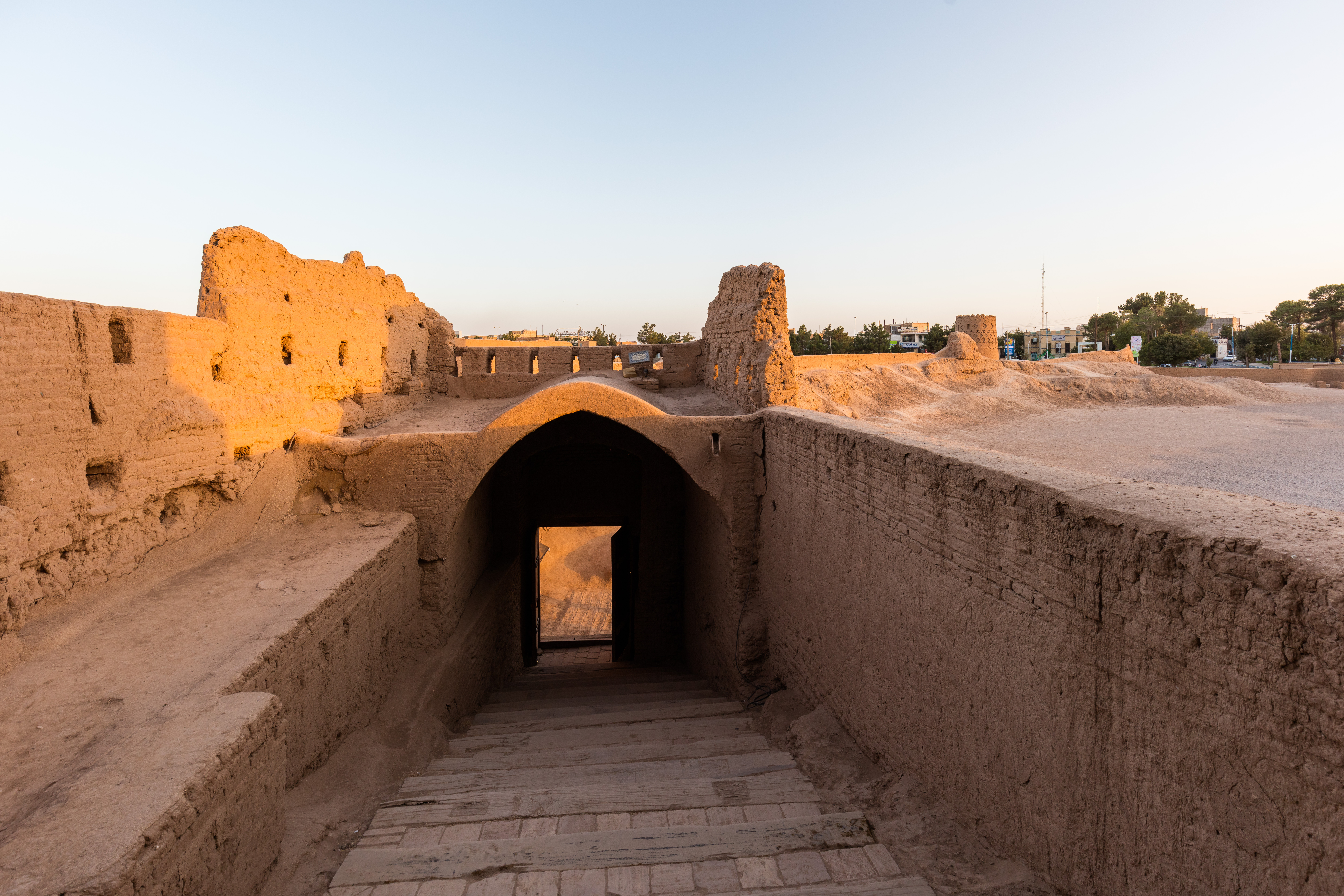
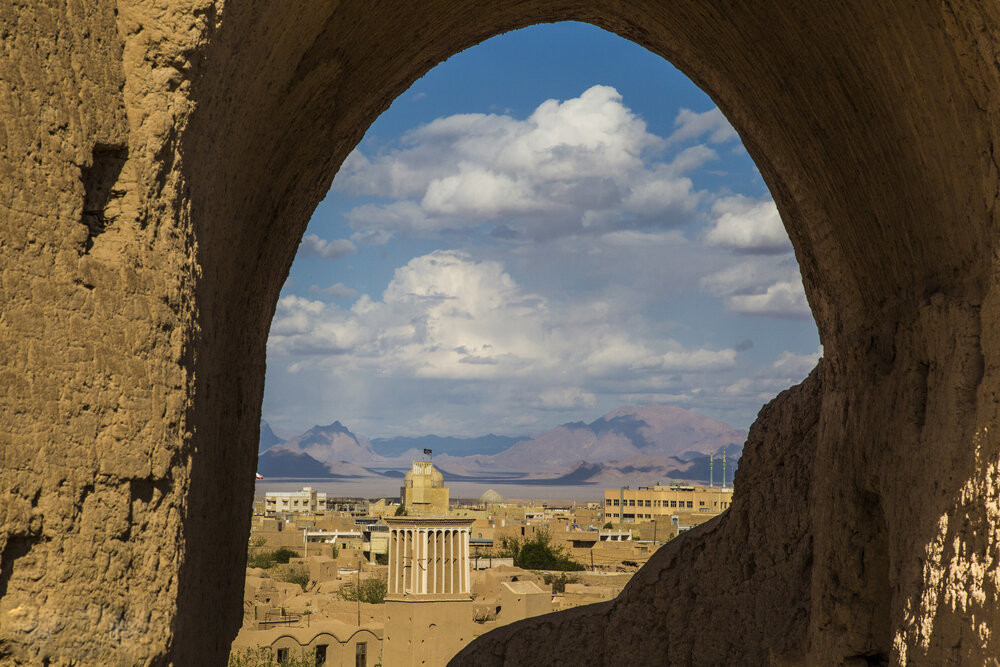